# Bajusz Eörs
Bajusz Eörs (Kecel, 1926. július 15. – Montréal, Kanada, 1973. november 5.) magyar származású kanadai orvos, biofizikus.

## Élete
Bajusz Eörs 1926-ban született Kecelen. 1949-ben a Pázmány Péter Tudományegyetemen szerzett általános orvosi diplomát, majd elhagyta Magyarországot és Kanadában telepedett le. 1950 és 1959 között a Montréali Egyetem orvosi karának tanársegéde, 1950-től 1961-ig a Revue Canadienne de Biologie c. lap szerkesztője volt, 1959-ben a biofizika nyilvános rendes tanára és a Kórbonctani Intézet igazgatója lett. 1959-ben orvostudományból, 1961-ben biológiából szerzett PhD-fokozatot. Kutatási területe a szívizom patológiája és hisztokémiája volt. 1960-ban Selye Jánossal együtt elindítója volt a modern stresszelméleti kutatásoknak, ebben az évben Pfeiffer-díjjal tüntették ki.